# Încăierarea de la Bender
Încăierarea de la Bender (denumită uneori Kalabalâkul de la Bender) a fost concepută pentru a-l elimina pe regele Carol al XII-lea al Suediei de pe teritoriul Imperiului Otoman, după înfrângerile sale militare din Rusia. Aceasta a avut loc pe 1 februarie 1713 la Varnița, lângă Bender (în prezent Tighina, Republica Moldova).

## Context
După înfrângerea suedeză în bătălia de la Poltava la 27 iunie 1709 și predarea celei mai mari părți a armatei suedeze la Perevolocina, trei zile mai târziu, Carol al XII-lea al Suediei a fugit, alături de alți aproximativ 1000 de suedezi și circa 3000 de cazaci sub conducerea lui Mazepa, în Imperiul Otoman, unde ulterior a petrecut o perioadă de cinci ani.
Regele și escorta sa au traversat stepa și în cele din urmă a ajuns până la cetatea Oceac pe malul Mării Negre, la hotar cu Turcia otomană. Aici Carol al XII-lea a fost întâmpinat de Iussuf Pașa care l-a informat despre faptul că sultanul Ahmed al III-lea, suveranul Imperiului Otoman, dorea să-l vadă pe Regele Suediei în calitate de invitat de onoare, musafir. Turcii au avut mai multe motive pentru a-i propune Regelui și escortei sale să avanseze pe teritoriul Imperiului, mai exact spre orașul-cetate Bender, situată în Principatul Moldovei, la aproximativ 150 de km distanță.
Călătoria spre Bender a durat o săptămână. Astfel, la 22 iulie 1709 suedezii au fost întâmpinați cu mult fast și considerațiune de către seraskerul (generalul) de Bender.

### Așezarea suedezilor la Bender
Jöran Nordberg, capelanul și duhovnicul lui Carol al XII-lea, scria în biografia Regelui, publicată în 1740, că după ce Regele și ofițerii superiori au inspectat corturile, ei au fost răsplătiți cu dulciuri și pepeni verzi. Recepția festivă s-a încheiat cu un foc fastuos de salut din partea gărzii de onoare turcești, ca un acompaniament pentru saluturile meterezelor impresionante din Bender. În același moment Carol al XII-lea a decis să mute tabăra pe celălalt mal al râului, adică mai aproape de Bender.
Carol al XII-lea a fost operat la piciorul rănit la scurt timp după sosirea sa la Bender. Mazepa a murit la 22 septembrie 1709, iar Filip Orlik a fost ales drept succesorul său în calitate de hatman. Niciodată cooperarea între suedezi și cazaci nu a fost mai bună decât în acele vremuri.
În urma unor inundații grave din vara anului 1711, Regele și suedezii și-au mutat tabăra în satul Varnița era situată la o altitudine mai mare la o distanță de 15 minute de mers pe jos de la Bender.
La Varnița a fost construită din cărămidă o imensă clădire de un etaj cu acoperiș, cu o lungime de aproximativ 40 de metri, concepută personal de către Rege, care urma să servească drept reședință sa începând cu Crăciunul anului 1711. Clădirea avea câteva săli mari și douăsprezece odăi mai mici. Una dintre cele mai mari săli era folosită în calitate de biserică. În dormitorul Regelui era un cămin, un pat pliant simplu, o masă și unul sau două scaune. "Palatul Regal" sau "Casa Regelui", cum era de obicei numită, a rămas reședința Regelui până la "celebra confruntare" de la 1 februarie 1713.
În imediata apropiere de "Casa Regelui" au fost construite o cancelarie, grajduri, acareturi, o cazarmă pentru ostași și alte clădiri. Cancelaria era de asemenea construită din cărămidă, în timp ce alte clădiri erau ridicate din lemn sau din lut. Tabăra suedeză, centrul natural al căreia era "Casa Regelui", în scurt timp s-a transformat într-o comună și, într-adevăr, uneori era numită Carlopolis ("Orașul lui Carol"). Turcii o numeau Benderul Nou. În această comunitate locuiau estimativ o mie de suedezi, finlandezi și reprezentanți ai altor popoare baltice. Cei mai mulți dintre ei erau soldați, dar mai erau și funcționari publici, slujitori de la curtea Regelui, femei și copii.
În împrejurimile așezărilor suedeze locuiau aproximativ 3 000 de cazaci și polonezi (adversarii lui August al II-lea), aliații suedezilor, precum și negustori armeni, greci, tătari și evrei. Pentru aproape patru ani cele două așezări de la vest și, respectiv, de la est de Nistru au servit pe post de capitală a Regatului suedez, aici fiind locul unde se afla Regele și tot nucleul administrației naționale.

## Desfășurare
Odată cu sosirea toamnei anului 1712, Ahmed al III-lea, care își asumase personal responsabilitatea pentru afacerile externe ale imperiului său, obosit de așteptarea mult promisei ofensive suedeze împotriva Rusiei, i-a sugerat Regelui Suediei că venise deja timpul pentru ca el să se întoarcă în propriul său regat, idee împărtășită și de către o bună parte a supușilor Regelui. 
Dar Carol a rămas surd la aceste solicitări și rugăminți, până când în cele din urmă, seraskierul Benderului a poruncit ca încăpățânatul monarh să fie arestat (cu condiția să nu fie rănit, cu atât mai puțin ucis).
La 31 ianuarie 1713, artileria turcească a tras mai multe focuri asupra taberei suedeze, iar pe 1 februarie forțele otomane au atacat-o.
Împreună cu aproximativ 40 de soldați, Carol a rezistat împotriva mai multor sute de turci. Ofițerul de gardă (Life Guards⁠(en)[traduceți]) Axel Erik Roos s-a remarcat în timpul luptei, salvând viața regelui de trei ori în timpul aceleeași zile. Regele însuși a ucis cel puțin un soldat otoman cu sabia, pentru a se apăra, atunci când el și Roos au fost atacați de trei otomani deodată. De asemenea, în timpul luptei Carol a tras efectiv, cu o carabină, împotriva inamicilor care asaltau clădirea în care se poziționaseră suedezii. Luptele au durat peste 7 ore, iar otomanii au utilizat în cele din urmă atât artileria, cât și săgețile incendiare, după ce atacurile inițiale au fost nereușite. Săgețile incendiare au aprins acoperișul clădirii în care se apărau suedezii și i-a forțat pe aceștia să o abandoneze. Lupta a ajuns la un final brusc după ce regele s-a împiedicat în propriii pinteni, în timp ce ieșea din casa cuprinsă de flăcări. El a fost atacat de zeci de otomani care au reușit în final să-l captureze.
După o perioadă de prizonierat, Carol al XII-lea și soldații săi au fost eliberați atunci când știrile despre victoria suedeză din bătălia de Gadebusch au ajuns la otomani. Ulterior, Carol a început să-și planifice călătoria înapoi în Suedia.

## Lista suedezilor participanți
- Rege Carol al XII-lea[5]
- General Axel Sparre
- Gardă regală Karl Carpelan
- Gardă regală Axel Erik Roos
- Gardă regală Jobst Henrik von Tschammer
- Gardă regală Mathias Wohlberg
- Șambelan Gustaf Clysendorff †
- Freiherr Johan von Palmenberg †
- Secretar regal Karl Didrich Ehrenpreuss
- Servant regal Fredrik Krus †
- Colonel Cyprianus Urbanowicz
- Locotenent-prim Olof Åberg
- Sergent Karl Magnus Krusell
- Ofițer de artilerie Mårten Paulsson
- Cavaler Jon Berg
- Cavaler Michael Bonde
- Cavaler Peter Gädda
- Cavaler Mårten Frimodig
- Cavaler Olof Kjerström
- Cavaler Måns Palm
- Cavaler Johan Tiugstedt
- Dragon Nils Nordstrand
- Caporal Eric Tillberg
- Soldat Henrik Baur
- Soldat Bertil Block
- Soldat Eric Brun
- Soldat Pehr Carlsson
- Soldat Per Eneroth
- Soldat Adam Flink
- Soldat Lars Frimodig
- Soldat Anders Frisk
- Soldat Peter Holm
- Soldat Georg Ludvig
- Soldat Fabian Meiss
- Soldat Jacob Mårtensson
- Soldat Eric Sadman
- Soldat Georg Sehman
- Soldat Johan Smitt
- Soldat Georg Spring
- Soldat Georg Sånge
- Soldat Sefre Winter
- Marinar Olof Bohm
- Bucătarul lui Axel Sparre (necunoscut) †